# Josh Bard
Joshua David Bard (Ithaca, 30 de marzo de 1978) es un expelotero estadounidense de las Grandes Ligas de Béisbol. Su posición primaria en el terreno de juego fue como receptor. Actualmente es el coach de bullpen de Los Angeles Dodgers.

## Trayectoria
Inició su carrera profesional con Cleveland Indians el año 2002 con un porcentaje de bateo de .222 en 24 juegos. En 2006, después de un breve paso por los Boston Red Sox, pasó a formar parte de San Diego Padres hasta 2008 y en 2009 prestó sus servicios para Washington Nationals. Desde 2010 juega para Seattle Mariners.